# افوربیا تریگونا
افوربیا تریگونا یا درخت شیر آفریقایی، کاکتوس جامع، یا افوربیای حبشی، گونه‌ای از گیاهان گلدار است که از سرزمین‌های آفریقای مرکزی سرچشمه می‌گیرد. این گونه که تا حدودی به عنوان گیاه آپارتمانی یا پرچین کاشته می‌شود، یکی از انواع افوربیاهایی است که ساقه‌ها و شاخه‌های آبدار دارد و برای سازگاری با آب و هوای خشک مناسب است.

## توضیحات

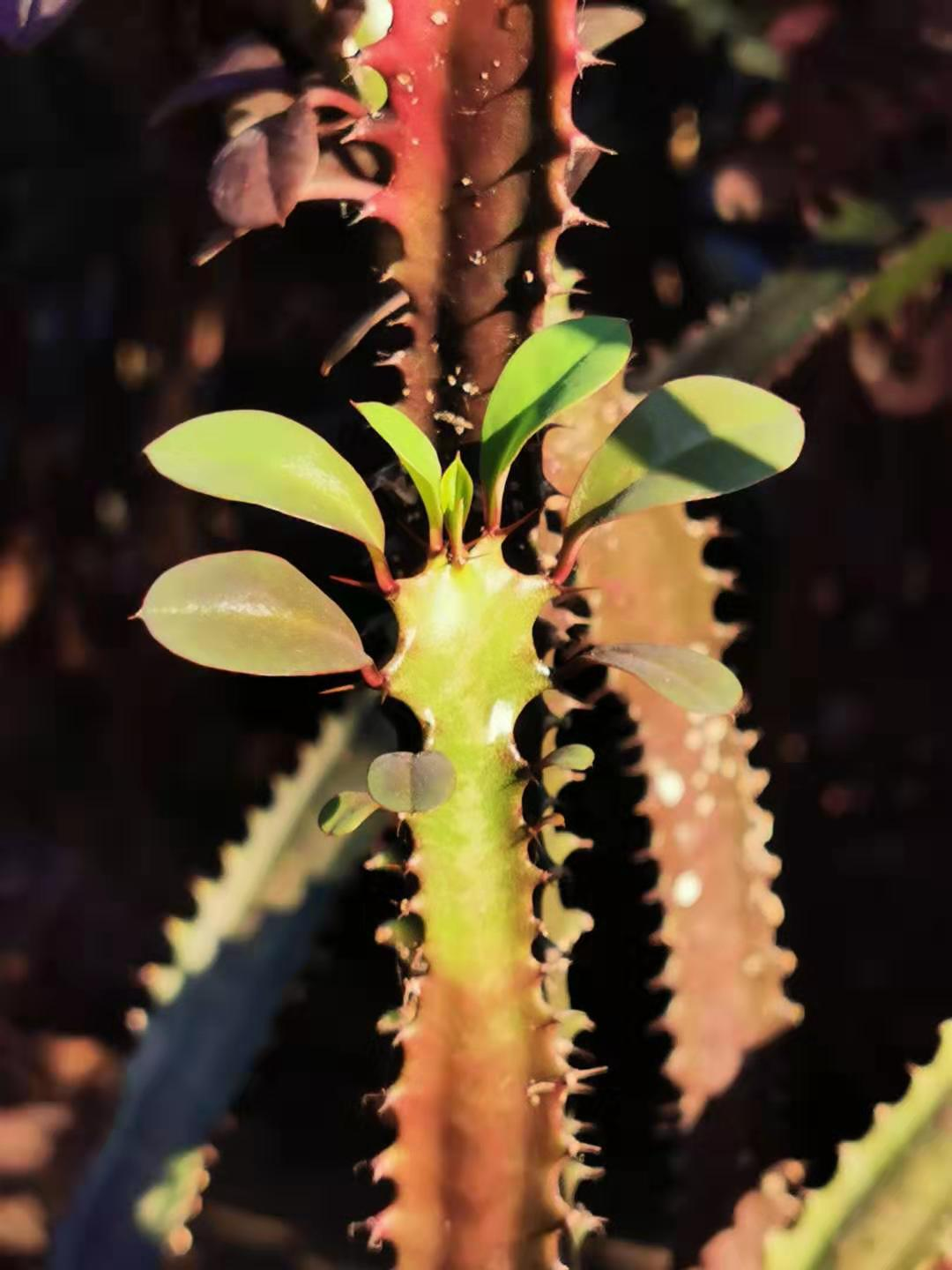
رقم رویال رد

این درختچه ساکولنت دارای ساقه‌ای قائم و شاخه‌های زیادی است که به سمت بالا رشد می‌کنند. ساقه و شاخه‌ها می‌توانند دو یا سه وجه داشته باشند که یک شکل مثلثی را تشکیل می‌دهند. خود ساقه به رنگ سبز تیره با الگوهای سبز روشن است. خارها به صورت روی برآمدگی‌های ساقه قرار دارند. برگ‌های آن دارای شکل قطره هستند که از بین دو خار روی هر برآمدگی رشد می‌کنند. این گیاه در گلدان و خارج از محل بومی خود به ندرت گل داده است، و احتمال دارد که گونه‌هایی که به عنوان گلدان خانگی عرضه می‌شوند، گیاهان هیبرید باشند.

## شرایط رشد
افوربیا تریگونا می‌تواند دماهای سرد کوتاه‌مدت تا منفی ۳ درجهٔ سلسیوس (۲۷ درجهٔ فارنهایت) را تحمل کند. این گیاه خاک شنی را ترجیح می‌دهد اما می‌تواند با بیشتر انواع خاک‌های با زهکشی خوب سازگار شود. تکثیر آن به‌راحتی از طریق قلمه‌های ساقه انجام می‌شود، به شرطی که قلمه‌ها پیش از کاشت به مدت ۳ تا ۷ روز خشک شوند تا پینه تشکیل دهند و دچار پوسیدگی نشوند. این گیاه تا ارتفاع ۱٫۵ تا ۳ متر (۴ فوت و ۱۱ اینچ تا ۹ فوت و ۱۰ اینچ) رشد می‌کند.

## شیمی
همانند بسیاری از گونه‌های دیگر فرفیون، لاتکس این گیاه سمی است و می‌تواند باعث تحریکات پوستی شود. این گیاه عاری از آفت است. مشکلی که برخی از تریگوناها با آن مواجه هستند این استکه به دلیل سیستم ریشه‌ای کم‌عمق و کوچک، در صورت رشد کامل، مستعد افتادن هستند.

## موارد استفاده
شناخت از این گیاه فقط در کشت مصنوعی توسط انسانی وجود دارد و به دلیل شرایط ساده نگهداری، معمولاً به عنوان گیاه خانگی مورد استفاده قرار می‌گیرد. این گیاه در گابن به عنوان گیاه آیینی و پرچین نیز استفاده می‌شود.